# Streptavidin

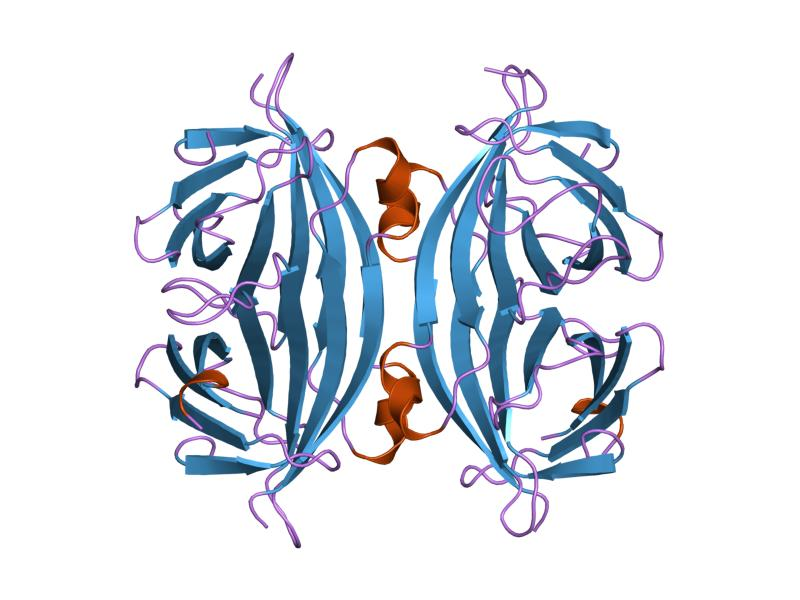
Tetramerní struktura streptavidinu při pH 4,5. PDB: 1SWA

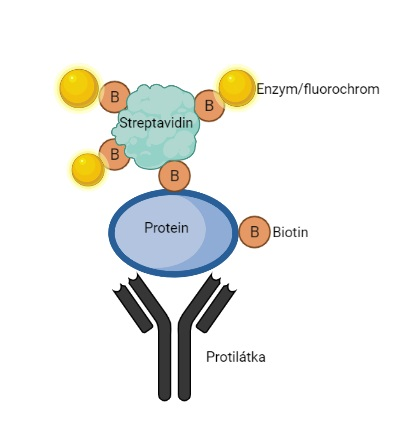
Protilátka sloužící jako přichycení k podkladu destičky a navázání hledaného proteinu k streptavidinu přes biotin. Streptavidin je přes biotin vázán k proteinu a detekčnímu enzymu.

Streptavidin je protein izolovaný z bakterie Streptomyces avidinii, který je známý především svou silnou vazbou na biotin. Tato vazba je nekovalentního typu a je jednou z nejsilnějších nekovalentních vazeb co v přírodě nalezneme a vyznačuje se disociační konstantou Kd= 10 −14 M. Jedná se o tetramerní protein, který je složen ze čtyř identických podjednotek, každá z nichž váže jeden biotin. Streptavidin se využívá především v imunologii či molekulární biologii pro svoji neobvykle pevnou vazbu na biotin a odolnost této vazby proti denaturačním činidlům, extrémní teplotě a pH. Svou vazbou na biotin je podobný jinému proteinu a to avidinu, který byl izolován z vaječných bílků před streptavidinem. S postupem času bylo objeveno několik homologů u rozdílných organismů - u hub, bakterií a žab.  V databázi UniProt k roku 2013 bylo nalezeno 104 statisticky významných sekvancí, které byly podobné streptavidinu. 

## Struktura streptavidinu
Streptavidin je tetramerní protein, který se skládá ze 159 aminokyselinových zbytků, které jsou v cytoplazmě štěpeny proteázami. Štěpením vzniká několik variant proteinu a varianta, která je sestřižena na 13 až 139 aminokyselinový zbytek, nazývaný v literatuře jádro streptavidinu (z anglického core-streptavidin), je nejvíce stabilní a prozkoumaná. Každá podjednotka streptavidinu je složená do beta-barelu s jedním vazebným místem.  Vazebné místo pro biotin je vždy jedno na každé podjednotce a vazba je realizována přes vodíkové můstky, jež vycházejí z aminokyselinových zbytků – asparagin 23, serin 27, tyrosin 43, serin 45, kyselina asparagová 123 a ze sousední podjednotky se na vazbě podílí několik tryptofanů – 79, 92, 108 a 120. Po navázání biotinu dochází ke konformační změně, jež způsobí uzavření biotinu ve vazebném místě, což obnáší vypuzení téměř vší vody. 

## Využití v biotechnologiích
Systém streptavdin-biotin se využívá především v detekci, značení či imobilizaci jiných molekul. Využívá se faktu, že vazba je termostabilní (Tm = 73° pro samotný streptavidin a pro komplex streptavidin-biotin je Tm = 112°), odolná extrémnímu pH a degradaci enzymatickým proteinům. 

### ELISA
Hlavní článek: ELISA
ELISA (z anglického Enzyme-linked immunosorbent assay) je základní imunologická metoda, která slouží k detekci proteinů přes systém protilátek vázající hledaný protein. Existuje několik variant ELISA testu:
- Přímá - využívá systém antigenu a protilátky s navázaným enzymem, který reaguje s hledaným antigenem (například námi hledaný protein). Jedná se o nejjednodušší typ ELISA testu.
- Sendvičová - využívá systém několika protilátek. První je záchytná protilátka, na kterou se váže hledaný antigen a na ten se váže detekční protilátka s navázaným enzymem. Zde se může využít komplex streptavidin-biotin, který zvyšuje limit detekční citlivosti. Na protilátku je připojen biotin a na ten se velmi silnou vazbou váže streptavidin, ke kterému se váže do dalších vazebných míst biotin a přes něj se váže ke streptavidinu enzym nebo fluorochrom.[6]
- Nepřímá - je založená na principu, kde hledaný antigen je adsorbován povrchem destičky a na něj se váže primární a sekundární protilátka s enzymem/fluorochromem.
- Kompetitivní - tento typ využívá soutěžení protilátky nebo hledaného antigenu o místo na značeném antigenu nebo protilátce, která je značená a její množství je omezeno.

### Western blot
Hlavní článek: Western blot
Western blot je analytická metoda hojně využívaná v imunologii sloužící k detekci specifických proteinů. Zjednodušený princip je, že vzorky obalíme v SDS, aby měly jednotný náboj, a necháme je rozdělit na elektroforéze podle velikosti (pro tento způsob je využívána SDS-PAGE elektroforéza). Dalším krokem je v přítomnosti elektrického pole tzv. přeblotovat proteiny na membránu. Poté je nutné volná místa na membráně zablokovat jiným proteinem. Za tímto účelem se nejčastěji používá sušené mléko nebo hovězí sérový albumin. Posledním krokem je detekce hledaného proteinu pomocí protilátky.
Využití streptavidinu ve western blotu zvyšuje citlivost detekce proteinu. Jednou z možností jak zvýšit citlivost je využít sekundární protilátku, ke které je navázaný biotin a na ten se váže streptavidin s navázanou křenovou peroxidázou (z anglického Horseradish peroxidase), která mění barvu po inkubaci se správným substrátem. Pokud se použije streptavidin s více navázanými křenovými peroxidázami, tak dojde až ke 110 násobnému nárůstu citlivosti oproti klasickému western blotu.

## Rozdíl mezi avidinem a streptavidinem
|                           | Avidin                                                     | Streptavidin          |
| ------------------------- | ---------------------------------------------------------- | --------------------- |
| Rok objevení              | 1940                                                       | 1963                  |
| Výskyt                    | V bílku vajíček plazů, ptáků a obojživelníků               | Streptomyces avidinii |
| Funkce                    | Antimikrobiální                                            | Neznámá               |
| Forma                     | Tetramerní                                                 | Tetramerní            |
| Molekulová hmotnost (kDa) | 67-68                                                      | 53                    |
| Glykosylace               | Ano - 4 až 5 manózových a 3 N-acetylglukosaminových zbytků | Ne                    |
| Disociační konstanta      | 10−15 M                                                    | 10 −14 M              |